# 森道伯
森 道伯（もり どうはく、慶応3年11月7日（1867年12月2日） - 昭和6年（1931年）1月19日））とは、明治・大正・昭和時代の日本の漢方家であり、後世派の一流派である一貫堂医学の創始者。

## 人物・略歴
森道伯は慶応3年（1867年）、水戸にて水戸藩士である白石文兵衛の子として生まれる。幼名は白石捨彦。籍名は新吉。幕府崩壊、水戸藩内紛のため父文兵衛は藩を逃がれ、新吉は笠間に行き陶芸を生業とする森喜兵衛の養子となる。新吉12歳のとき養父森喜兵衛が亡くなり、翌年東京に出て鼈甲細工で生計を立てていた。
仙台で産科の名医として知られた遊佐大蓁（快真）が東京に来ていたため、新吉15歳の時、遊佐の門に入り師事するが一家を養うため3年間でこれを中断し、鼈甲細工を生業とした。その後、鼈甲細工をする傍ら、当時下谷に開業していた清水良斉について漢方を学んでいたところ、森道伯35歳のとき、清水良斉が突然旅に出てしまったため、その後を継いで医を生業とすることになった。道伯の名は医家となってから称したものである。

## 救済運動
森道伯は明治35年（1902年）、僧籍に入り同志と共に日本仏教同志会を創立して社会救済運動をおこし、浅草の松源寺を拠点に機関誌『鐘の響』を発行、これに施療券をつけ貧困者の救済にあたり、また、日露戦争が始まると戦没軍人遺族の救済に尽力した。

## スペインかぜ
大正7年（1918年）から8年（1919年）にかけて発生したスペインかぜに際して、道伯はインフルエンザの型を3つに別け、胃腸型には香蘇散加茯苓白朮半夏を活用し、肺炎型には小青竜湯加杏仁石膏を活用し、また高熱のため脳症を発するものには升麻葛根湯加白朮川芎細辛を用い多くの患者を救った。

## 一貫堂医学
森道伯が晩年に至って完成させた一貫堂医学の特色は、三大証の分類と五処方の運用法である。
三大証とは、瘀血が原因で疾病が起こりやすい体質である瘀血証体質、新陳代謝障害物などが身体の臓器に蓄積しやすい体質である臓毒証体質、解毒をはかる必要のある体質である解毒証体質であり、瘀血証体質には通導散、臓毒証体質には防風通聖散、解毒証体質には年齢などによって柴胡清肝湯、荊芥連翹湯、竜胆瀉肝湯を使い分ける。
森道伯晩年の昭和5年のカルテによると、初診患者の約6割に上記5処方の加減方が用いられており、防風通聖散の加減方が全体の3割以上と特に多く、このほか芎帰調血飲第一加減、活血散瘀湯、五積散、加味承気湯、清上飲、疏肝湯、柴胡疏肝湯、四物黄連解毒湯、散腫潰堅湯、洗肝明目散などの後世方も一貫堂では良く使用され、大柴胡湯、小柴胡湯、柴胡加竜骨牡蛎湯、桂枝茯苓丸などの古方の処方も用いられていた。

## 矢数格
森道伯は明治政府が制定した医師の資格を持たなかったため、門人の矢数格は、大正11年（1922年）千葉医学専門学校（現千葉大学医学部の前身）を卒業後、恩師の診療所の開設者となった。墓所は中央区築地法重寺。